# Hersilia montana
Espèce
Hersilia montana est une espèce d'araignées aranéomorphes de la famille des Hersiliidae.

## Distribution
Cette espèce est endémique de Taïwan.

## Description
Le mâle mesure 4,50 mm et la femelle 4,88 mm.

## Publication originale
- Chen, 2007 : Spiders of the genus Hersilia from Taiwan (Araneae: Hersiliidae). Zoological Studies, vol. 46, p. 12-25 (texte intégral).